# Schizonycha valvata
Schizonycha valvata är en skalbaggsart som beskrevs av Brenske 1898. Schizonycha valvata ingår i släktet Schizonycha och familjen Melolonthidae. Inga underarter finns listade i Catalogue of Life.